# Santander (departamento)
Santander é um dos 32 departamentos da Colômbia e está localizado na parte nordeste do país na região Andina e é a sexta divisão político-administrativa mais populosa do país. Sua capital Bucaramanga é a sétima cidade mais populosa.
Limita-se ao nordeste com o departamento de Norte de Santander, ao norte com Cesar e Bolívar, ao oeste com Antioquia, ao sul com Boyacá e ao leste com Boyacá.
Seu nome oficial é Departamento de Santander (Departamento de Santander) e recebe este nome em homenagem ao herói da independência da Nova Granada Francisco de Paula Santander.

## Municípios
1. Aguada
2. Albania
3. Aratoca
4. Barbosa
5. Barichara
6. Barrancabermeja
7. Betulia
8. Bolívar
9. Bucaramanga
10. Cabrera
11. California
12. Capitanejo
13. Carcasi
14. Cepita
15. Cerrito
16. Charala
17. Charta
18. Chima
19. Chipata
20. Cimitarra
21. Concepción
22. Confines
23. Contratación
24. Coromoro
25. Curiti
26. El Cármen
27. El Florián
28. El Guacamayo
29. El Peñon
30. El Playón
31. Encino
32. Enciso
33. Floridablanca
34. Galan
35. Gambita
36. Girón
37. Guaca
38. Guadalupe
39. Guapota
40. Guavata
41. Guepsa
42. Hato
43. Jesus María
44. Jordan
45. La Belleza
46. Landazuri
47. La Paz
48. Lebrija
49. Los Santos
50. Macaravita
51. Málaga
52. Matanza
53. Mogotes
54. Molagavita
55. Ocamonte
56. Oiba
57. Onzaga
58. Palmar
59. Palmas Socorro
60. Paramo
61. Piedecuesta
62. Pinchote
63. Puente Nacional
64. Puerto Parra
65. Puerto Wilches
66. Rionegro
67. Sabana de Torres
68. San Andrés
69. San Benito
70. San Gil
71. San Joaquín
72. San Jose Miranda
73. San Miguel
74. Santa Bárbara
75. Santa Helena del Opón
76. San Vicente de Chucurí
77. Simacota
78. Socorro
79. Suaita
80. Sucre
81. Suratá
82. Tona
83. Valle San José
84. Vélez
85. Vetas
86. Villanueva
87. Zapatoca

### Etnias
| Cor/Raça           | Porcentagem |
| ------------------ | ----------- |
| Mestiços e Brancos | 96,72%      |
| Afro-colombianos   | 3,15%       |
| Indígenas          | 0,13%       |
| Ciganos            | 0,01%       |